# Estação Alto dos Moinhos
Alto dos Moinhos é uma estação do Metropolitano de Lisboa. Situa-se no município de Lisboa, em Portugal, entre as estações Colégio Militar / Luz e Laranjeiras da Linha Azul. Foi inaugurada a 14 de outubro de 1988 em conjunto com as estações Colégio Militar / Luz e Laranjeiras, no âmbito da expansão desta linha à zona de Benfica.
Durante a longa fase de projeto do prolongamento da Linha Azul onde a estação Alto dos Moinhos se insere, o nome provisório indicado para esta foi Centro Administrativo.

## Descrição
Esta estação está localizada na Rua João de Freitas Branco, sob o viaduto da Av. Lusíada, servindo a zona próxima do Estádio da Luz. O projeto arquitetónico é da autoria do arquiteto Ezequiel Nicolau e as intervenções plásticas do pintor Júlio Pomar.
O Museu Nacional da Música localiza-se no interior desta estação desde 26 de julho de 1994, beneficiando de um protocolo de mecenato assinado entre o Instituto Português de Museus (atual Direção-Geral do Património Cultural) e o Metropolitano de Lisboa. O espólio do museu será transferido para a ala norte do Palácio Nacional de Mafra em 2025, onde ficará instalado na recém requalificada ala norte.

## História
Na década de 1950, um terminal (ou paragem importante) da rede de elétricos da Carris esteve previsto para o local onde se situa hoje a estação, aparentemente ligando ao resto da rede na linha da Estrada da Luz (carreiras 13 e 13A, para Carnide) via Rua Francisco Baía. Ter-se-ia situado aproximadamente onde é hoje a junção da Rua João de Freitas Branco com a Rua António Alçada Batista, servindo o então planeado Estádio da Luz.

## Acessos
Esta estação conta com dois acessos pedonais:
- Acesso 1 - está localizado no passeio nascente da Rua João de Freitas Branco, próximo do cruzamento com a Rua Ernâni Lopes. Está direcionado para sul e conta com escadas pedonais.
- Acesso 2 - está localizado no passeio poente da Rua João de Freitas Branco, próximo do cruzamento com a Rua Ernâni Lopes. Está direcionado para sul e conta com escadas pedonais.